# Иванов, Юрий Иванович (футболист, 1972)
Юрий Иванович / Валерьевич Иванов (30 марта 1972 — неизвестно, Актюбинск) — советский, казахстанский и российский футболист, полузащитник.

## Карьера
Клубную карьеру начинал в 1989 году в клубе «Актюбинец». После распада СССР остался в Актюбинске и провёл 30 матчей, в которых забил 5 мячей в первом чемпионате Казахстана. В 1993 году перешёл в российский «Колос» Краснодар, за который в Первой лиге провёл 36 матчей и забил 3 мяча. В 1994 году перешёл в тольяттинскую «Ладу», за которую в чемпионате России дебютировал 10 августа в домашнем матче 19-го тура против «Уралмаша», выйдя в стартовом составе и будучи заменённым на 55-й минуте встречи Михаилом Никитиным. В том сезоне «Лада» покинула высшую лигу, а Иванов за клуб провёл 5 матчей: один матч в основном составе и 4 раза выходил на замену.